# 켄 마리노
켄 마리노(Ken Marino, 1968년 12월 19일 ~ )는 미국의 배우이다.

## 출연 작품
- 매직 마스크 레슬러 - 프랭키 역
- 슬립오버 - 론 역
- 사탄의 베이비시터: 킬러 퀸 - 아치 역